# Flugunfall der He-111 „Köln“ 1937
Beim Flugunfall der He-111 „Köln“ 1937 verunglückte eine Heinkel He 111 am 12. November 1937 in der Nähe von Schriesheim.

## Verlauf
Um 15:03 Uhr startete die „Köln“, eine Heinkel He 111 C der Deutschen Lufthansa, in Berlin mit Ziel Mannheim. Gegen 16:04 Uhr meldete die „Köln“ eine Höhe von 1400 Metern. Um 16:20 Uhr in der Nähe von Schweinfurt forderten die Piloten in Mannheim eine erste Funkpeilung an. Gegen 16:53 Uhr wurde die letzte Funkpeilung mit der „Köln“ durchgeführt. Um ca. 16:57 Uhr kollidierte die He 111 in einer Höhe von ungefähr 450 Metern mit dem Nordosthang des Weißen Stein. Zehn der zwölf Insassen starben, die Überlebenden saßen in der letzten Sitzreihe. Es handelte sich um den schwersten Flugunfall mit einer He 111.

## Unfallursache
Bei der Untersuchung des Flugzeugs wurden keine Fehler festgestellt. Die Unfallstelle befand sich abseits des Kurses. Auch waren die in Mannheim durchgeführten Funkpeilungen zu ungenau. Am wahrscheinlichsten ist, dass die Piloten sich in der Senke zwischen dem Melibokus und dem Weißen Stein wähnten, als sie den Sinkflug begannen. Aufgrund der schlechten Sicht sahen sie nicht, dass sie direkt auf den 548 Meter Hohen Weißen Stein zuflogen.